# Guerre entre la dynastie Han et le Joseon de Wiman

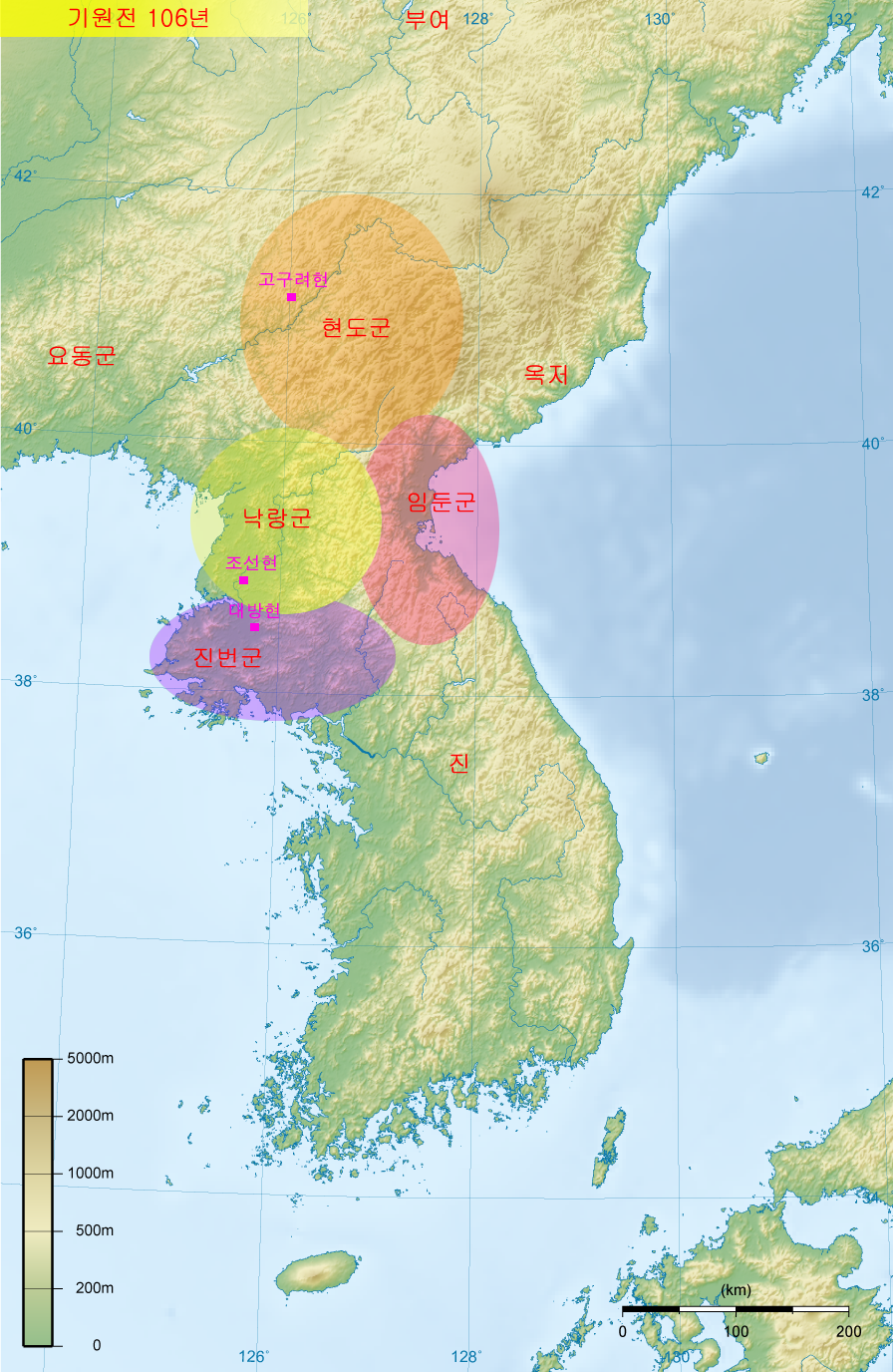
La dynastie Han détruit le Joseon de Wiman puis fonde Quatre commanderies dans la partie nord de la péninsule de Corée.

La guerre entre la dynastie Han et le Joseon de Wiman est une campagne militaire initiée par la dynastie chinoise des Han contre le Joseon de Wiman, qui se déroule entre 109 et 108 avant J.C. Cette guerre s'achève par la chute et la destruction du royaume coréen de Gojoseon.

## Situation avant le conflit
Wiman est un général chinois au service du roi de Yan. En 195 avant J.C., ce dernier est accusé de rébellion par l'empereur Han Gaozu et est vaincu. Wiman profite de la confusion pour s'enfuir, franchir le fleuve Pae et se réfugier dans le royaume coréen de Gojoseon. Lorsqu'il arrive en Corée, il est accompagné de 1000 fidèles et est rapidement rejoint par d'autres exilés, ainsi que des tribus locales. En 194 avant J.C., il renverse le roi et monte sur le trône de Gojoseon, mettant ainsi fin à la période du Joseon de Kija et marquant le début du Joseon de Wiman. À partir de cette date, les relations entre la dynastie Han et ce royaume coréen se détériorent.
Lorsque Ugeo, le roi de Gojoseon et petit-fils de Wiman, monte sur le trône, il empêche tout contact direct entre les chefs des diverses tribus de la péninsule coréenne et l’empire Han. L'empereur Han Wudi réagit en envoyant She He (涉何) comme émissaire à la cour de Gojoseon, avec pour mission d'obtenir le libre passage des envoyés des chefs coréens vers la Chine et vice-versa. Mais après une audience avec le roi, She échoue à obtenir ce libre passage et alors qu'il retourne en Chine, il tue Wi Jang (長降), un assistant du roi Gojoseon. À cause de ce meurtre, le roi envoie des troupes pour tuer She He. L'exécution de She He est la cause immédiate de la guerre, sa mort provoquant la fureur de l'empereur Wudi. Toutefois, les historiens modernes considèrent que le déclenchement de la guerre est aussi lié à la volonté de supprimer la possibilité d'une alliance entre le Gojoseon et les Xiongnu contre les Han et/ou à la détérioration des relations entre les Han et le Gojoseon lorsque Wiman a empêché le royaume de Jinbeon (진번, 眞番) de commercer avec les Han.

## Déroulement du conflit
En 109 av. J.-C., l'empereur Wudi lance une campagne militaire contre le Gojoseon. Deux armées, fortes en tout de 50 000 homes et commandées respectivement par Yang Fu (楊僕) et Xun Zhi (荀彘), partent de Chine pour envahir le royaume coréen. Une flotte appareille de Qi, ce qui correspond actuellement à la Province de Shandong, et traverse la mer de Bohai vers le Gojoseon, tandis qu'une armée marche sur le Liaodong et se dirige vers Wanggomsong, la capitale du Gojoseon.
Durant la première année de guerre, toutes les tentatives des Han pour prendre la ville se concluent par un échec, ce qui renforce le prestige du roi Ugeo auprès de la population. Wudi tente de débloquer la situation en confiant à Xun Zhi le commandement général des opérations. Xun emprisonne immédiatement Yang Fu et réunit les forces Han au sein d'un seul corps d'armée, avant d'intensifier les attaques. Vu l'évolution de la guerre, des membres importants de la cour du Joseon de Wiman, tels que No In (朝鮮相 路人), Han Eum (相 韓陰), Sam (尼谿相 參) et Wang Gyeop (王唊) font pression pour négocier une reddition avec les Han, mais le roi Ugeo refuse. Finalement, en avril de l'an 108 av. J.-C., trois de ses ministres se rendent aux Han et peu de temps après, Sam organise l'assassinat du roi Ugeo. Le ministre Seong Gi (成己) prend le relais après la mort d'Ugeo et organise la lutte contre les Han; mais il est assassiné à son tour et la ville finit par tomber entre les mains des Han.

## Conséquences
Après la guerre, quatre commanderies sont fondées par les Han pour administrer les anciens territoires du Gojoseon : Lelang, Xuantu, Zhenfan et Lintun. La commanderie de Lelang, située près de l'actuelle ville de Pyongyang, est la plus importante des quatre  et permet aux Han de contrôler la région jusqu’en 313. La conquête de Gojoseon en 108 av. J.-C. par les Han est le début d'une évolution qui, finalement, va faire rentrer la péninsule coréenne dans la période des trois royaumes de Corée.

## Voir également
- Guerre Yan-Gojoseon